# Bionic
Albums de Christina Aguilera
Keeps Gettin' Better: A Decade of Hits
(2008) Burlesque: Original Motion Picture Soundtrack
(2010)
Singles
1. Not Myself Tonight
Sortie : 6 avril 2010
2. Woohoo
Sortie : 25 mai 2010
3. You Lost Me
Sortie : 27 juin 2010
4. I Hate Boys
Sortie : 28 juillet 2010

Bionic est le sixième album studio de l'artiste américaine Christina Aguilera. Il est sorti le 7 juin 2010 en Europe et le 8 juin partout à travers le monde chez RCA Records.
Faisant une transition entre les influences jazz, blues et soul de son cinquième opus, Back to Basics (2006), Aguilera voulait que son projet suivant soit « court, doux et complètement différent ». Par conséquent, il devait intégrer des styles pop et electropop avec des éléments de musique électronique et electronica. Aguilera a fait appel aux producteurs tels que ses collaborateurs de longue date, Linda Perry et DJ Premier ainsi que de nouveaux partenaires comme Christopher « Tricky » Stewart, Polow da Don et Samuel Dixon.
Dès sa sortie, Bionic a reçu des critiques généralement partagés. Il entre à la troisième place du classement américain Billboard 200 avec 110 000 ventes en une semaine. À ce jour, l'album s'est vendu à plus de 315 000 exemplaires et à  1 150 000 exemplaires dans le monde . Bionic a débuté à la première place du classement anglais UK Albums Chart, avec les plus faibles ventes en une semaine depuis huit ans et s'est plus tard inscrit comme la plus forte baisse hebdomadaire pour un album ayant été numéro un dans les hit-parades .
Quatre singles sont extraits de cet album. Le premier, Not Myself Tonight, s'est placé dans les tops 40 d'un certain nombre de pays. Le deuxième single uniquement paru en outre-Atlantique, Woohoo, en collaboration avec la rappeuse Nicki Minaj, s'est positionné à la 79e place du classement américain Billboard Hot 100. Le troisième single, You Lost Me, est sorti le 28 juin 2010 mais a reçu un succès commercial limité.

## Liste des titres
| No  | Titre                      | Auteur                                                                                       | Durée |
| --- | -------------------------- | -------------------------------------------------------------------------------------------- | ----- |
| 1.  | Bionic                     | Christina Aguilera, John Hill                                                                |       |
| 2.  | Not Myself Tonight         | Polow da Don, Ester Dean                                                                     |       |
| 3.  | Woohoo (feat. Nicki Minaj) | Christina Aguilera, Claude Kelly, Polow da Don                                               |       |
| 4.  | Elastic Love               | Christina Aguilera, M.I.A., John Hill                                                        |       |
| 5.  | Desnudate                  | Christina Aguilera, Claude Kelly, Tricky Stewart                                             |       |
| 6.  | Love & Glamour (Intro)     |                                                                                              |       |
| 7.  | Glam                       | Christina Aguilera, Claude Kelly, Tricky Stewart                                             |       |
| 8.  | Prima Donna                | Christina Aguilera, Claude Kelly, Tricky Stewart                                             |       |
| 9.  | Morning Dessert (Intro)    | Bernard Edwards Jr.                                                                          |       |
| 10. | Sex For Breakfast          | Christina Aguilera, Bernard Edwards Jr., Detail                                              |       |
| 11. | Lift Me Up                 | Linda Perry                                                                                  |       |
| 12. | My Heart (Intro)           |                                                                                              |       |
| 13. | All I Need                 | Christina Aguilera, Sia Furler, Sam Dixon                                                    |       |
| 14. | I Am                       | Christina Aguilera, Sia Furler, Sam Dixon                                                    |       |
| 15. | You Lost Me                | Christina Aguilera, Sia Furler, Sam Dixon                                                    |       |
| 16. | I Hate Boys                | Christina Aguilera, Polow da Don, Jamal Jones, Esther Dean, William Tyler                    |       |
| 17. | My Girls feat (Peaches)    | Christina Aguilera, Johanna Fateman, Merrill Beth Nisker, Kathleen Hanna du groupe Le Tigre) |       |
| 18. | Vanity                     | Christina Aguilera, Claude Kelly, Ester Dean                                                 |       |

| 19. | Monday Morning     | Christina Aguilera, Sam Endicott, John Hill, Switch, Santigold |  |
| 20. | Bobblehead         | Christina Aguilera, John Hill, Switch, Santigold               |  |
| 21. | Birds Of Prey      | Christina Aguilera, Daniel Hunt & Reuben Wu de Ladytron        |  |
| 22. | Stronger Than Ever | Christina Aguilera, Sia Furler, Sam Dixon                      |  |
| 23. | I Am (Stripped)    |                                                                |  |

| 24. | Little Dreamer | Christina Aguilera, Daniel Hunt & Reuben Wu de Ladytron |  |

## Singles
- Not Myself Tonight est le premier single officiel. La chanson fut produite par Polow da Don, écrite par lui-même et Ester Dean. La première diffusion du morceau eu lieu le 30 mars 2010 sur le site officiel de la chanteuse. Les premières diffusions radio officielles furent dès le 5 avril, et le titre est disponible en vente sur iTunes depuis le 13 avril.
- Le second single sort le 25 mai, il s'agit du titre Woohoo un morceau Urbain, Dancehall en duo avec la rappeuse Nicki Minaj.
- You Lost Me est le troisième single officiel. La chanson est une ballade, écrite et produite par Sia Furler et Sam Dixon. Il est lancé mondialement le 6 juillet. Le vidéoclip, réalisé par Anthony Mandler est diffusé pour la première fois le 22 juillet 2010. Ce clip se veut simple et épuré, à l'inverse de Not Myself Tonight.

## Critiques
À sa sortie, Bionic a reçu des critiques globalement bonnes ou mitigées. Metacritic, donne un score moyen de 56 sur 100, basé sur 21 critiques, ce qui indique un résultat variant entre "bon et mitigé"". Eric Henderson de Slant Magazine a donné à l'album une critique mitigée, notant l'album avec 3/5 étoiles, disant que sur la surface l'album est comme "un divertissement pop efficace " comme l'était le Circus de Britney Spears en 2008. Christopher R WeintGarten de Spin lui a donné 3/4 étoiles et a vu ses chants comme compensatoires au contenu lyrique.
USA Today a noté qu'Aguilera "exploite sa prouesse avec une plus grande maturité et de l'imagination". Dans un examen généralement mitigé, Jon Pareles de New-York Times a noté que l'album était un "écart artistique" pour Aguilera comparé à ses deux albums studio précédents, mais en fin de compte il exprime que "sa direction musicale et son rang subissent aussi des pressions qu'un chanteur pop peut rencontrer." Jon Pareles a estimé qu'Aguilera s'est surtout représentée comme un "sexbot", qu'il a décrit comme "une fille sexy chantant sur l'album". L'auteur Omar Kholeif de PopMatters a donné à l'album une évaluation de 5/10 et a recommandé les pistes "Woohoo and Glam" et il pense que Prima Donna est la chanson de Christina qui ressemble le plus à du Michael Jackson.
Rob Sheffield de Rolling Stone a noté le disque 2 ½/5 étoiles et a écrit qu'Aguilera va pour une transformation électronique sur ce disque, qui s'habille dans "le style de Gaga. L'auteur Pete Paphides de The Times lui a donné 4 étoiles sur 5 et a apprécié la direction musicale d'Aguilera, écrivant que l'album semble "plus vieilli et plus confiant" que son travail précédent. Dans son évaluation de l'album, Alexis Petridis de Guardian a dit que comparé au précédent album studio d'Aguilera, Bionic marque le désir qu'à la chanteuse de se réinventer. Il a ajouté que le changement d'image de Bionic n'est pas "comme un retour direct à ce que vous pourriez appeler des eaux Dirrty. Petridis a conclu que l'album était "de temps en temps brillant et courageux, et de temps en temps moins bien."  Une des revues les plus positives de Bionic était de l'auteur d'Allmusic Stephen Thomas Erlewine, qui a donné 4 étoiles sur 5 à l'album. Il a dit que Bionic n'est pas audacieux et a écrit que sauf deux pistes sur l'album, il "ne livre jamais le futur, il promet" mais pense que ce n'est pas nécessairement une chose négative parce que "les hybrides de diva sont souvent intéressants même quand ils trébuchent".
L'auteur Margaret Wappler de Los Angeles Times a estimé que la plupart des chansons de Bionic, sont dans "la veine la plus réussie," Aguilera joue un "hyper-sexe prête à vous lier aux postes du lit avec sa technique de chant incroyable. ". L'auteur Genevieve Koski de A.V.  a donné à l'album une revue mélangée, disant que l'espoir du disque d'auteurs et de producteurs de musique a abouti" à un effet extrêmement embrouillé mais elle ajoute à plusieurs reprises qu'Aguilera a une voix exceptionnelle" Dans son examen pour l'album, Vancouver Sun Entertainment a dit qu'avec Aguilera, l'album retourne "à la substance avec une torsion de danse électro-pop qui établira certainement des comparaisons" à la dame gaga. Kerri Macon du magazine Billboard a donné à l'album une revue favorable, disant que "l'album à 18 chansons montre une artiste assez confiante pour prendre des répliques directes de son équipe de créateurs."  la critique de musique a plus loin ajouté qu'Aguilera "maintient son règne." . Billboard, décrit Bionic comme le "meilleur album mainstream/pop de l'année. Nous pouvons avoir des liaisons amoureuses avec toutes sortes de divas à astuces, mais  nous rappelles que chanter est vraiment important. C'est pas pour dire, mais sur cet album, il y a une acrobatie musculaire tout est dans sa voix, et c'est devenu plus élégant avec l'âge. Combinez-le avec le travail inventif et d'un coup divers de producteurs et vous avez le meilleur album pop de l'année." .
Graphiquement, l'album Bionic tranche avec les poses habituellement glamour et sexy des autres chanteuses contemporaines, se distinguant par une pochette expérimentale et futuriste, représentant Christina Aguilera le visage coupé par la moitié dont l'une est constituée de mécanismes robotiques. Selon le célèbre blogueur Perez Hilton, ce thème graphique serait inspiré de l'album Chorus (du groupe Erasure) sur la pochette duquel une moitié de visage de chacun des deux protagonistes apparaissait reconstituée par imagerie médicale.

## Classements
| Classements (2010)            | Meilleure position |
| ----------------------------- | ------------------ |
| Australie ARIA                | 3                  |
| Autriche (Ö3 Austria Top 40)  | 3                  |
| Belgique (Flandres)           | 4                  |
| Belgique (Wallonie)           | 23                 |
| République tchèque (IFPI)     | 4                  |
| Canada                        | 3                  |
| Danemark                      | 12                 |
| Pays-Bas                      | 6                  |
| Europe                        | 1                  |
| Finlande (YLE)                | 10                 |
| France (SNEP)                 | 23                 |
| Allemagne (Media Control)     | 6                  |
| Grèce                         | 1                  |
| Russie                        | 5                  |
| Taïwan,                       | 1                  |
| Corée du Sud                  | 1                  |
| Slovénie                      | 7                  |
| Hongrie (Mahasz)              | 12                 |
| Irlande                       | 4                  |
| Italie(FIMI)                  | 8                  |
| Japon (Oricon)                | 6                  |
| Mexique                       | 8                  |
| Nouvelle-Zélande (RIANZ)      | 6                  |
| Norvège (VG-lista)            | 20                 |
| Pologne                       | 9                  |
| Espagne                       | 4                  |
| Suède (Sverigetopplistan)     | 9                  |
| Suisse                        | 2                  |
| Royaume-Uni (UK Albums Chart) | 1                  |
| États-Unis (Billboard 200)    | 3                  |

| Classement (2010)   | Rang |
| ------------------- | ---- |
| Chart Albums du Sud | 89   |
| US Billboard 200    | 139  |

| Pays      | Fournisseurs | Certifications |
| --------- | ------------ | -------------- |
| Australie | ARIA         | Or             |
| Autriche  | IFPI         | Or             |
| Grèce     | IFPI         | Or             |

## Historique de sortie
| Région      | Date         | Édition          | Label            | Catalogue     |
| ----------- | ------------ | ---------------- | ---------------- | ------------- |
| Allemagne,  | 4 juin 2010  | Standard, Deluxe | Sony Music       | 88697726802   |
| Pays-Bas    | 4 juin 2010  | Standard, Deluxe | Sony Music       | 2550009261837 |
| Australie   | 4 juin 2010  | Standard, Deluxe | Sony Music       |               |
| France      | 7 juin 2010  | Standard, Deluxe | Sony Music       |               |
| Pologne     | 7 juin 2010  | Standard, Deluxe | Sony Music       |               |
| Turquie     | 7 juin 2010  | Standard, Deluxe | Sony Music       |               |
| Malaisie    | 7 juin 2010  | Deluxe           | Sony Music       |               |
| Royaume-Uni | 7 juin 2010  | Standard         | RCA              | 88697608672   |
| Royaume-Uni | 7 juin 2010  | Deluxe           | RCA              | 88697714912   |
| Royaume-Uni | 7 juin 2010  | Fan              | RCA              |               |
| États-Unis  | 8 juin 2010  | Standard         | RCA              | 886977148620  |
| États-Unis  | 8 juin 2010  | Special          | RCA              | 886977149122  |
| États-Unis  | 8 juin 2010  | Fan              | RCA              |               |
| Argentine   | 8 juin 2010  | Standard         | Sony Music       |               |
| Philippines | 8 juin 2010  | Standard         | Sony Music       |               |
| Brésil      | 8 juin 2010  | Standard         | Sony Music       | 886976086725  |
| Japon       | 9 juin 2010  | Standard         | Sony Music Japan | SICP2604      |
| Chine       | 20 août 2010 | Standard         | Sony Music       |               |